# Решетилівська фабрика художніх виробів
Решетилівська фабрика художніх виробів імені Клари Цеткін — підприємство легкої промисловості в місті Решетилівка Решетилівського району Полтавської області, яке припинило виробничу діяльність.

## Історія
У 1861 році в селі Решетилівка Полтавського повіту Полтавської губернії була створена ткацька майстерня поміщиці Хряпунової, працівники якої, крім виробів господарсько-побутового призначення, виготовляли прикрашені вишивкою художні вироби.
Надалі, у другій половині ХІХ століття, Решетилівка стає відома як центр художнього ткацтва та вишивки.
У 1906 році ткацька майстерня перейшла у відання Полтавського земства.
Після закінчення громадянської війни, у 1921 році на базі ткацької майстерні була створена артіль, віднесена до категорії підприємств місцевої промисловості і в 1926 році була названа ім'ям Клари Цеткін.
У 1929 році на її базі була створена артіль «Перемога» з п'яти цехів.
У 1932 році працівники підприємства створили ансамбль пісні і танцю (у 1936 році посів перше місце на Всесоюзному конкурсі художньої самодіяльності).
У березні 1937 року в Решетилівці було відкрито професійно-технічне училище (спочатку розраховане на 76 учнів), яке готувало працівників швейно-ткацьких спеціальностей і діяло у взаємодії з артіллю.
Після початку Німецько-радянської війни з 22 вересня 1941 року до 23 вересня 1943 року Решетилівка була окупована німецькими військами, але вже 31 січня 1944 року артіль відновила роботу і в післявоєнний час знову стала одним із провідних підприємств.
Надалі підприємство було розширено та механізовано. У 1960 році артіль була перетворена на Решетилівську фабрику художніх виробів імені Клари Цеткін, до 1967 року чисельність працівників фабрики збільшилася до 422 осіб. У цей час основною продукцією фабрики були сорочки, сорочки, блузки, скатертини, вишиті рушники. Зразки продукції експонувалися у СРСР та на міжнародному рівні (в тому числі на виставках у Брюсселі, Марселі, Монреалі та Дамаску).
Після проголошення незалежності України в умовах економічної кризи та розпаду господарських зв'язків становище підприємства ускладнилося.
У грудні 1993 року Верховна Рада України ухвалила рішення передати фабрику у відання українського концерну художніх промислів «Укрхудожпром», і в січні 1994 року Кабінет Міністрів України передав підприємство до складу ВАТ «Укрхудожпром» як дочірнє підприємство.
До 2000 року на фабриці працювало понад 500 чоловік, підприємство виробляло килимові вироби (безворсові килими з рослинним та геометричним орнаментом), покриття для лавок, гобелени, ткані скатертини, серветки, рушники, штори, а також вишиті національні костюми та вироби для художньої самодіяльності (вишиті жіночі, чоловічі та дитячі сорочки, рушники). У 2001 році Фонд державного майна України виставив на продаж активи «Укрхудожпром», що залишилися у державній власності (у тому числі, Решетилівську фабрику художніх виробів).
У 2005 році фабрика зупинила виробництво і була закрита.
Навесні 2016 року було прийнято рішення передати нефункціонуючу фабрику в комунальну власність.